# Vasile Maftei
Vasile Maftei (n. 1 ianuarie 1981, Fălticeni, Suceava, România) este un jucător de fotbal român retras din activitate. A început fotbalul la vârsta de 6 ani. Primul post pe care a jucat a fost cel de mijlocaș ofensiv. A fost adus la Rapid de Mircea Lucescu, unde s-a consacrat.
În martie 2006 a primit Medalia „Meritul Sportiv” clasa a II-a cu o baretă din partea președintelui României de atunci, Traian Băsescu, deoarece a făcut parte din echipa Rapidului care a obținut calificarea în sferturile Cupei UEFA 2005-2006.
În iulie 2009 s-a transferat, după aproape 10 ani petrecuți la Rapid București, la Unirea Urziceni, campioana României în sezonul 2008/2009, el având apoi să participe în grupele Ligii Campionilor cu formația antrenată de Dan Petrescu. După rapidul declin terminat cu desființarea clubului Unirea Urziceni, Maftei a trecut la CFR Cluj, cu care a înregistrat alte participări în cupele europene, până în 2014, când a trecut pentru un sezon la Concordia Chiajna. În anului următor, el s-a transferat la ASA Târgu Mureș, unde spera să colaboreze din nou cu antrenorul Dan Petrescu și să joace în Europa League. Nu a apucat însă să joace acolo niciun meci, întrucât clubului i-au fost blocate conturile în contextul anchetării unor fapte de corupție; clubul a propus jucătorilor o reducere a salariului, dar atât antrenorul Petrescu, cât și Maftei au refuzat. Maftei a semnat după o lună cu nou-promovata FC Voluntari.

## Performanțe internaționale
A jucat pentru Unirea Urziceni în grupele UEFA Champions League 2009-10, contabilizând 5 meciuri în această competiție.

## Statistici
| Echipă                         | Sezon           | Campionat național | Campionat național | Cupa națională | Cupa națională | Meciuri continentale | Meciuri continentale | Supercupă | Supercupă | Total    | Total  |
| Echipă                         | Sezon           | Apariții           | Goluri             | Apariții       | Goluri         | Apariții             | Goluri               | Apariții  | Goluri    | Apariții | Goluri |
| ------------------------------ | --------------- | ------------------ | ------------------ | -------------- | -------------- | -------------------- | -------------------- | --------- | --------- | -------- | ------ |
| CFR Cluj                       | 10-11           | 0                  | 0                  | 0              | 0              | 0                    | 0                    | 0         | 0         | 0        | 0      |
| CFR Cluj                       | Total           | 0                  | 0                  | 0              | 0              | 0                    | 0                    | 0         | 0         | 0        | 0      |
| Unirea Urziceni                | 10-11           | 15                 | 2                  | 1              | 0              | 3                    | 0                    | 1         | 0         | 20       | 2      |
| Unirea Urziceni                | 09-10           | 30                 | 1                  | 1              | 0              | 6                    | 0                    | 1         | 0         | 38       | 1      |
| Unirea Urziceni                | Total           | 45                 | 3                  | 2              | 0              | 9                    | 0                    | 2         | 0         | 58       | 3      |
| Rapid București                | 08-09           | 29                 | 1                  | 1              | 0              | 2                    | 1                    | 0         | 0         | 32       | 2      |
| Rapid București                | 07-08           | 33                 | 2                  | 2              | 0              | 2                    | 0                    | 1         | 0         | 38       | 2      |
| Rapid București                | 06-07           | 28                 | 1                  | 4              | 0              | 10                   | 0                    | 0         | 0         | 42       | 1      |
| Rapid București                | 05-06           | 29                 | 1                  | 5              | 0              | 13                   | 0                    | 0         | 0         | 47       | 1      |
| Rapid București                | 04-05           | 25                 | 1                  | 1              | 0              | 0                    | 0                    | 0         | 0         | 26       | 1      |
| Rapid București                | 03-04           | 25                 | 0                  | 1              | 0              | 2                    | 0                    | 0         | 0         | 28       | 0      |
| Rapid București                | 02-03           | 29                 | 3                  | 2              | 0              | 4                    | 0                    | 1         | 0         | 36       | 3      |
| Rapid București                | 01-02           | 5                  | 0                  | 1              | 0              | 0                    | 0                    | 0         | 0         | 6        | 0      |
| Rapid București                | 00-01           | 8                  | 0                  | 0              | 0              | 0                    | 0                    | 0         | 0         | 8        | 0      |
| Rapid București                | Total           | 211                | 9                  | 17             | 0              | 33                   | 1                    | 2         | 0         | 263      | 10     |
| Tractorul Brașov               | 00-01           | 6                  | 1                  | 0              | 0              | 0                    | 0                    | 0         | 0         | 6        | 1      |
| Tractorul Brașov               | Total           | 6                  | 1                  | 0              | 0              | 0                    | 0                    | 0         | 0         | 6        | 1      |
| Toate meciurile                | Toate meciurile | 262                | 13                 | 19             | 0              | 42                   | 1                    | 4         | 0         | 327      | 14     |
| Actualizat la 1 ianuarie 2011. |                 |                    |                    |                |                |                      |                      |           |           |          |        |